# Ке-Ни
«Ке-Ни», «2598», Тип 98 (яп. 九八式軽戦車ケニ кю: хати сики кэй сэнся кэ ни) — японский лёгкий танк времён Второй мировой войны. Несмотря на значительное превосходство над более ранним танком «Ха-Го», так и не сумел заменить его в производстве, и выпуск «Ке-Ни» ограничился незначительным количеством.

## История и развитие
«Ке-Ни» разработан в 1938 году, и является легким танком с тем же весом, что и предыдущая модель «Ха-Го», но с более толстой бронёй. Прототип этого танка был завершен компанией Hino Motors в 1939 году, но не производился в то время. Это возможно связано с тем, что устаревший танк «Ха-Го» был всё ещё успешен против устаревших танков сил Национально-революционной армии Республики Китая. [3] С началом Второй мировой войны, Генеральный штаб Императорской армии Японии быстро понял, что конструкция танка «Ха-Го» уязвима для пулемётов калибра 12,7 мм и попытались разработать легкий танк с тем же весом, что и «Ха-го», но с более толстой бронёй. Производство для нового танка «Ке-ни» была поручена Hino Motors и Mitsubishi Heavy Industries. В общей сложности было построено 104 единицы техники, из которых: 1 в 1941 году, 24 в 1942 году и 79 в 1943 году. К концу войны, Имперский флот имел приоритет на сталь для строительства военных кораблей и авиастроения, почти не оставив японской императорской армии сырья для строительства танков.

## Конструкция и вооружение
Конструкция «Ке-Ни», по сравнению с «Ха-Го», имеет улучшенную сварную броню и 6-цилиндровый дизельный двигатель Mitsubishi Type 100 с воздушным охлаждением, мощностью 130 лошадиных сил, расположенный боком, чтобы сделать обслуживание проще. Корпус — немного легче и короче, чем «Ха-Го», и может развивать скорость в 50 км/ч. Вооружение танка: 37-мм танковая пушка, с начальной скоростью 760 м/с, а также спаренный с ней 7,7-мм пулемет.

## Разновидности танка
- Тип 98 Ке-Ни

Начальная версия танка. В Японии был известен как «Tип 98A Ke-Ни Ko (яп. 九八式軽戦車（甲型) Kyuhachi-shiki keisensha (Kō-gata))»
- «Tип 98A Ke-Ни Отсу (яп. (九八式軽戦車（乙型) Kyuhachi-shiki keisensha (Otsu-gata))»

Экспериментальная модель танка с подвеской с 4 колёсами, а не с 3 как у обычной. Данная модель танка никогда массово не производилась.
- Tип 2 Ke-To

Улучшенная версия танка Тип 98A, оснащённая более мощной 37 мм танковой пушкой с начальной скоростью выстрела 810 м/с. Производство этого танка осуществлялась с 1944 по 1945 годы, и было произведено 34 единицы техники.
- Tип 98 Ta-Сe 20 мм зенитный прототип

В ноябре 1941 года, на танк Tип 98 в качестве опыта была установлена 20-мм зенитная пушка Canon. Единственный прототип был назван Тип 98 Ta-Сe, Та-Се расшифровывается как: Taikū («противо-воздушный») sensha («танк»). Испытания не удались, и проект был отменен в 1943 году.